# حوضه پشت‌کمانی

مقطعی از قسمت کم‌عمق یک منطقه فرورانش که موقعیت‌های نسبی یک کمان ماگمایی فعال و حوضه پشت‌کمانی را نشان می‌دهد.

حوضه پشت‌کمانی (انگلیسی: Back-arc basin) نوعی حوضه ساختاری است که در برخی مناطق دارای مرز همگرای صفحه‌های زمین‌ساختی یافت می‌شود. امروزه همه حوضه‌های پشت‌کمانی، عوارضی در زیر دریا هستند که با کمان‌های جزیره‌ای و مناطق فرورانش مرتبط هستند و بسیاری از آن‌ها در غرب اقیانوس آرام یافت می‌شود. بیشتر این حوضه‌ها ناشی از نیروهای کششی و در نتیجه فرایندی به نام عقبگرد درازگودال اقیانوسی هستند، جایی که یک منطقه فرورانش به سمت صفحه فرورانش حرکت می‌کند. حوضه‌های پشت‌کمانی در ابتدا یک پدیده غیرمنتظره در زمین‌ساخت صفحه‌ای بودند، همان‌طور که انتظار می‌رفت مرزهای هم‌گرا به‌طور کلی مناطق فشردگی باشند. با این حال، در سال ۱۹۷۰، دن کاریگ مدلی از حوضه‌های پشت‌کمانی منتشر کرد که با تکتونیک صفحه‌ای سازگار بود.